# Fabrizio Savelli
Fabrizio Savelli (Ravenna, 14 de junho de 1607 - Roma, 26 de fevereiro de 1659) foi um cardeal do século XVII

## Biografia
Nasceu em Ravenna em 14 de junho de 1607, onde o pai, um oficial sênior do exército papal, estava estacionado. Filho de Paolo e Caterina Savelli. De família aristocrática que incluía o Papa Honório IV (1285-1287) e os Cardeais Bertrando Savelli (1216); Giovanni Battista Savelli (1480); Giacomo Savelli (1539); e Silvio Savelli (1596). Sobrinho do cardeal Giulio Savelli (1615) e tio do cardeal Paolo Savelli (1664).
Embarcou na carreira eclesiástica, recebendo por transferência de seu tio, o cardeal Giulio Savelli, o título de comendador de abade da abadia de S. Paulo di Albano..
Eleito arcebispo de Salerno, com dispensa por ainda não ter recebido o presbitério, em 15 de setembro de 1642. Consagrado, em 26 de outubro de 1642, Roma, pelo cardeal Alessandro Cesarini, coadjuvado por Francesco Gonzaga, bispo de Cariati, e por (não há informações sobre o segundo co-consagrante). Sucedeu a seu tio nesta sé. Núncio na Polónia (?)..
Criado cardeal sacerdote no consistório de 7 de outubro de 1647; recebeu o gorro vermelho e o título de S. Agostino, em 16 de dezembro de 1647. Legado em Bolonha, em 15 de janeiro de 1648. Legado em Ravena (?). Legado em Ferrara (?). Participou do conclave de 1655, que elegeu o Papa Alexandre VII. Cessou como arcebispo de Salerno antes de 1º de abril de 1658. Ministro da Polônia perante a Santa Sé, 1658..
Morreu em Roma em 26 de fevereiro de 1659. Exposto na igreja de S. Maria em Aracoeli, Roma, e enterrado no túmulo de seus antepassados na capela de S. Francesco naquela igreja..